# Edificio Jockey Club
El edificio del Jockey Club es un edificio en la capital colombiana de Bogotá, ubicado en el parque Santander, frente al Banco de la República sobre la carrera 6ª N° 15-18.

## Historia
Fue construido en 1939. El arquitecto para la construcción fue Gabriel Serrano. Arquitectónicamente, el edificio es republicano. Aquí se encontraba la sede del Jockey Club de Bogotá, hoy parte de la Universidad del Rosario. Inicialmente fue ideado para la tertulia de personalidades de clase alta en la ciudad de Bogotá. Durante aquella época fue el punto de encuentro de figuras políticas, sociales e intelectuales.
Con el transcurrir de los años se han celebrado eventos de personalidades del ámbito local y nacional. Se festejaron eventos sociales en honor a miembros del Partido Liberal Colombiano como los expresidentes Eduardo Santos Montejo, Alberto Lleras Camargo y Gustavo Rojas Pinilla, entre otros.
Fue declarado Monumento Nacional de Colombia bajo el «Decreto 2390 del 28 de septiembre de 1984» y cuyo código nacional es 01-01-01-07-11-001-000001, otorgado por el Ministerio de las Culturas, las Artes y los Saberes.

## Galería

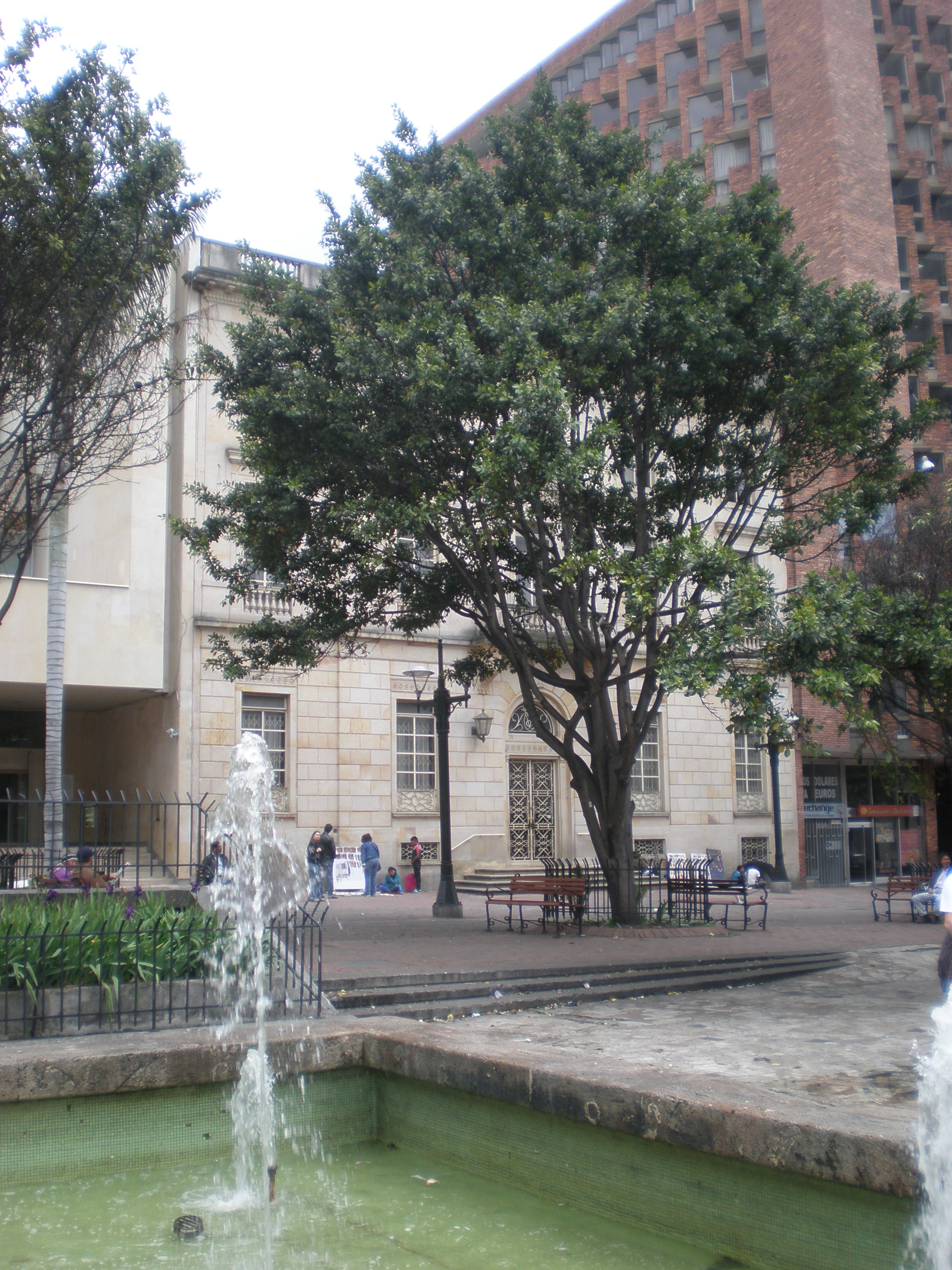
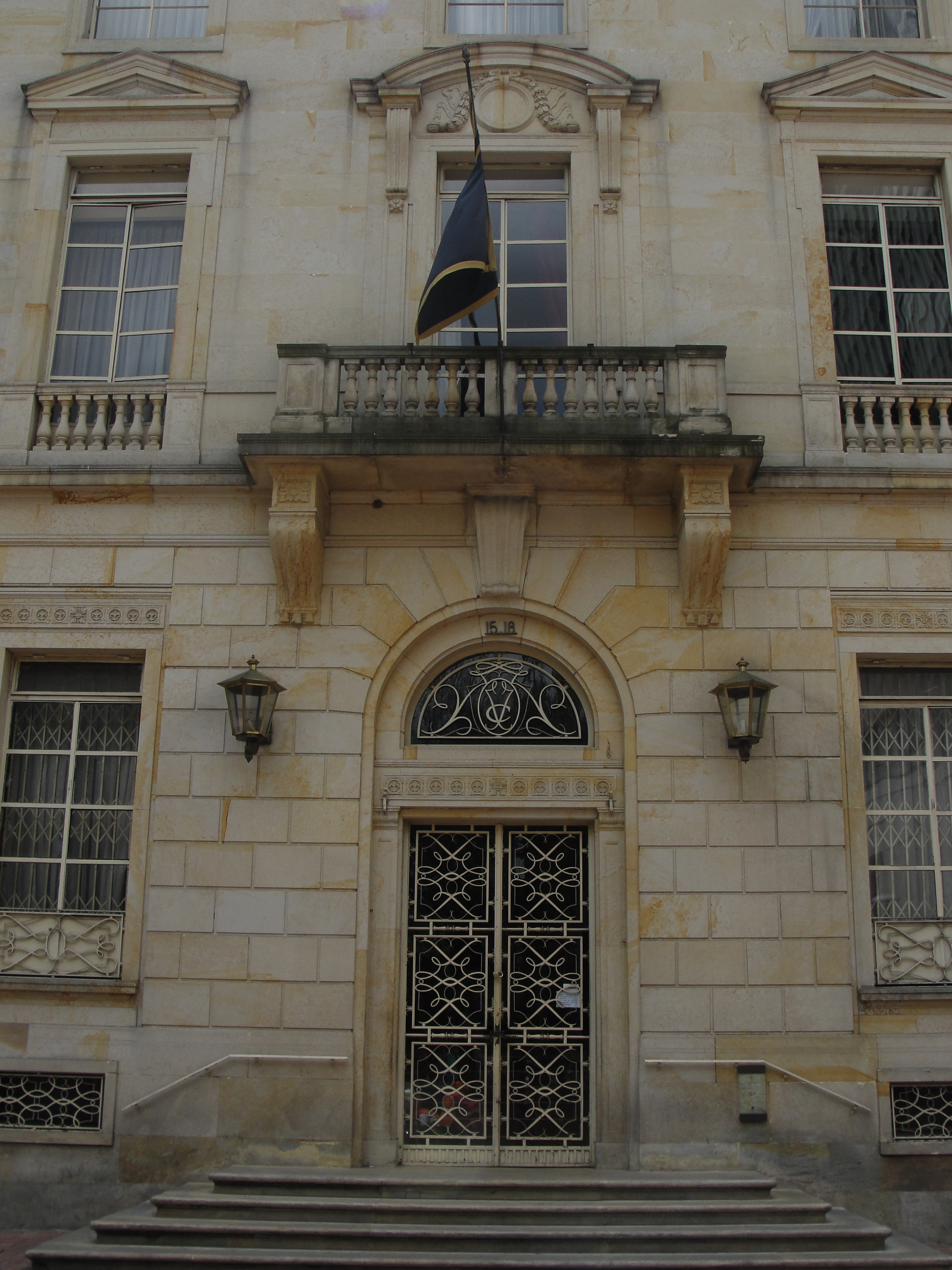
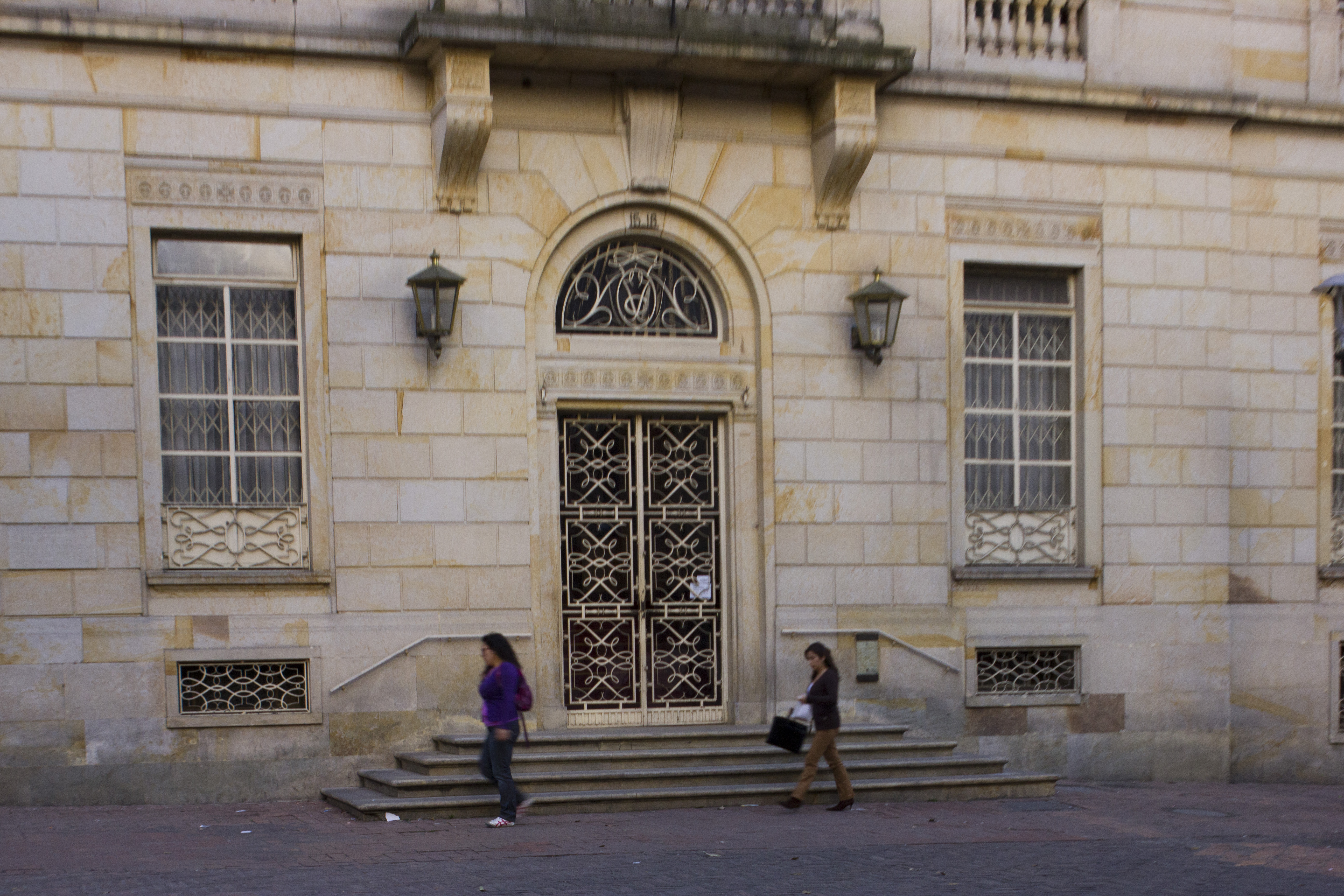
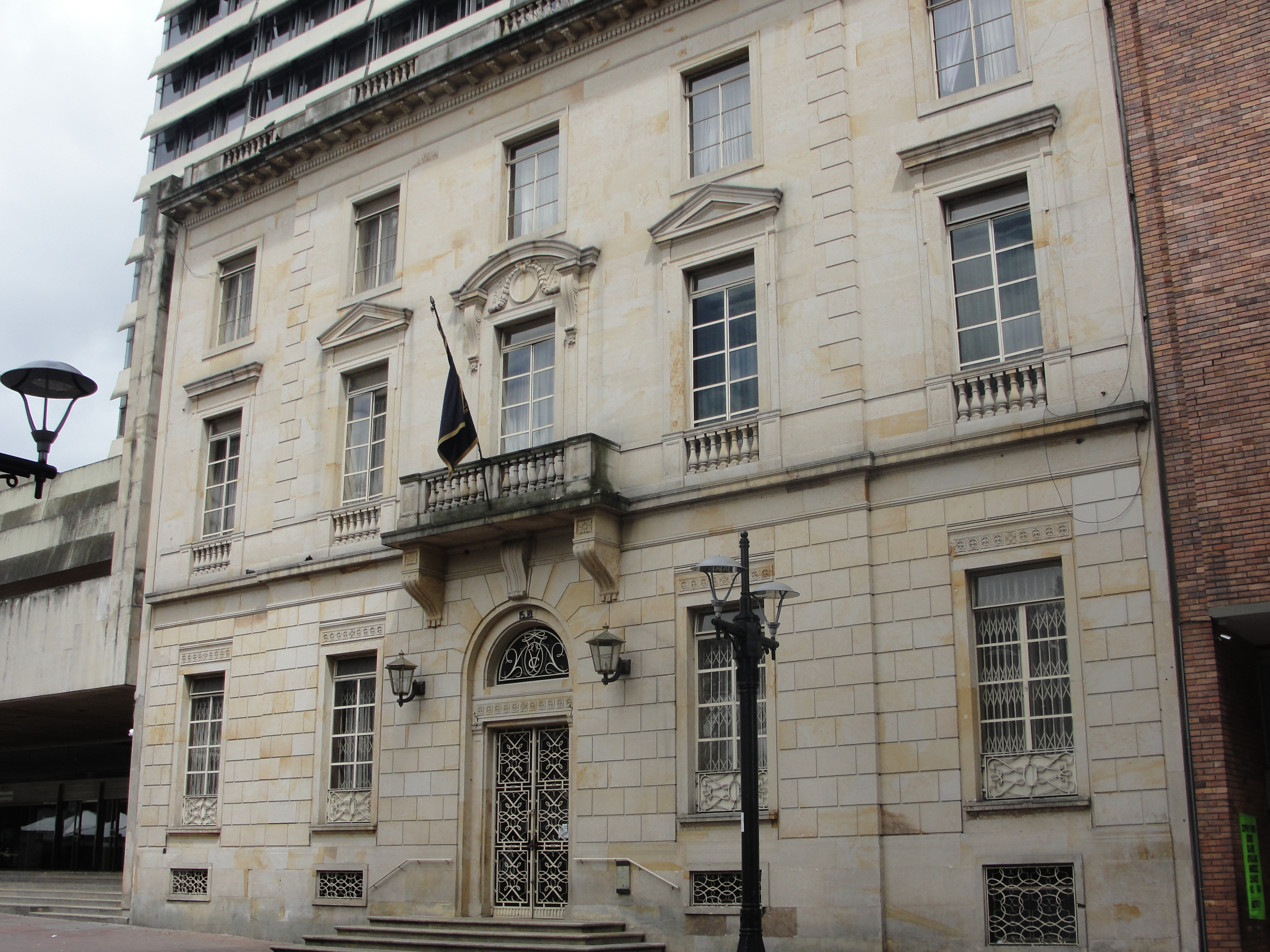
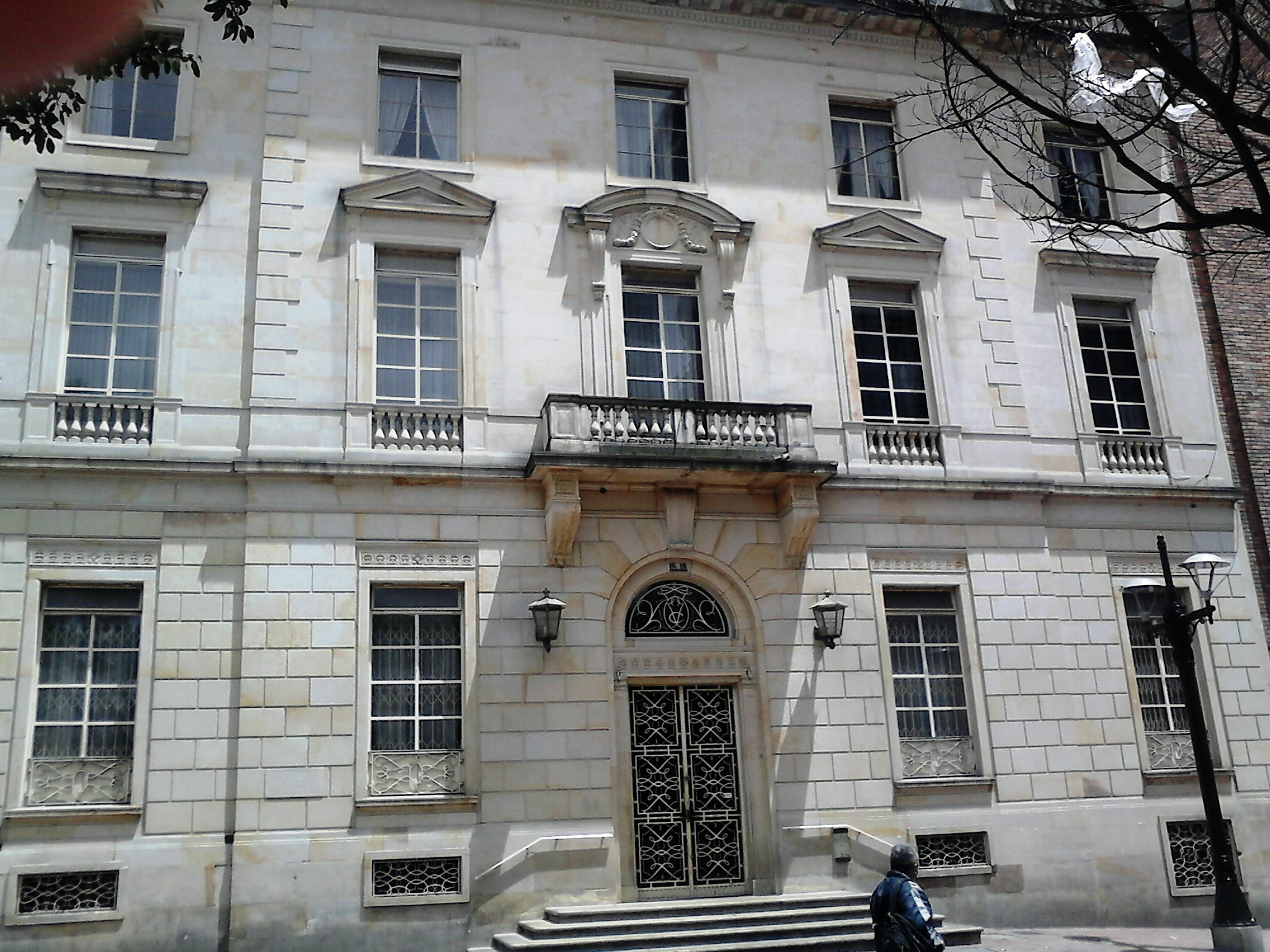